# Buffle dans la culture
Pour les articles homonymes, voir Buffle (homonymie).
Le buffle domestique est un animal très présent dans la culture, et notamment dans les cultures asiatiques. Animal de bât en Asie du Sud et en Asie du Sud-Est, le buffle fait partie des douze signes zodiacaux chinois. Le buffle est également une figure associée au bouddhisme et à l'hindouisme. Il est par ailleurs fortement représenté dans les arts asiatiques.

## Signe astrologique
Le buffle (ou bœuf) est le deuxième animal dans l'ordre d'arrivée dans le zodiaque chinois, lié au calendrier chinois. 

## Le buffle dans la culture Minangkabau

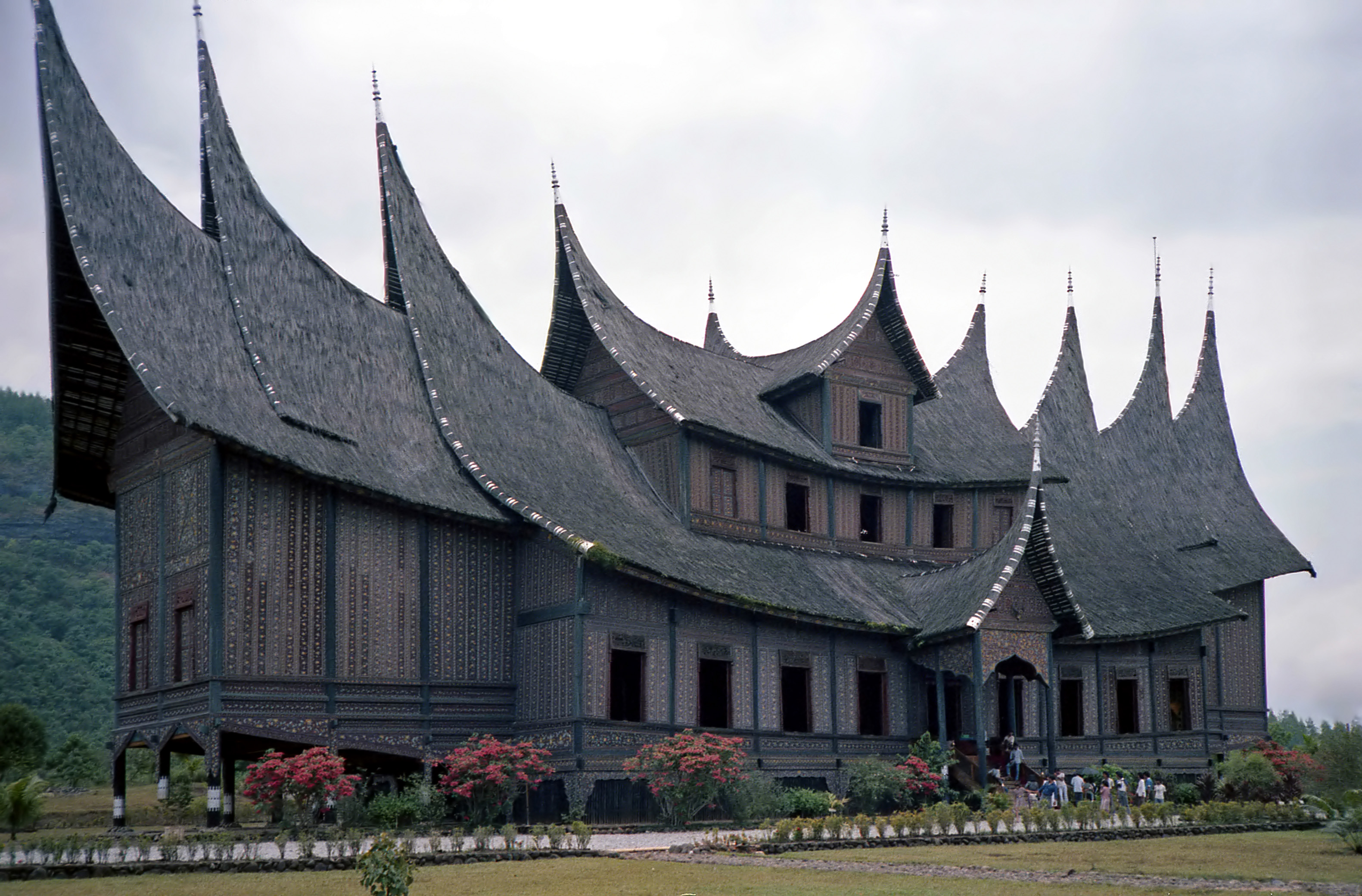
La forme des bâtiments minangkabau rappelleraient les cornes du buffle.

Le nom Minangkabau signifierait « victoire du buffle ». Selon la légende, ce nom proviendrait d’une dispute entre les Minangkabau et Anggang nan datang dari lauik. Pour éviter une bataille, le peuple propose de faire se battre à mort deux buffles, chacun représentant une des parties. Anggang nan datang dari lauik amena le plus grand et agressif des buffles, mais les Minangkabau rusèrent en amenant un jeune buffle affamé, dont les cornes avaient été aiguisées. Voyant le buffle adulte au milieu du champ, le jeune court vers lui espérant du lait. Le grand buffle ne lui prête aucune attention, cherchant un adversaire à sa mesure. Quand le jeune fouille en cherchant une éventuelle mamelle, il blesse mortellement le buffle et apporte la victoire au peuple Minangkabau.

## Symbolique en Asie du Sud-Est
Le buffle est associé au point cardinal Sud et à Yama, le dieu hindou de la mort. Tigre et buffle sont tous les deux associés à Shiva, et par cette divinité à la royauté. Le buffle représente la purification, mais également la maladie et la mort. Tout comme le tigre, le buffle a de fortes connexions avec l'âme humaine : dans toute l'Asie du Sud-Est en général, le buffle est le véhicule de l'âme humaine dans l'au-delà. C'est un animal au service de la communauté, servant notamment au labour, et traçant symboliquement les limites du royaume. Mais il s'agit également d'un animal ambigu, puisqu'il est passé de l'état sauvage à l'état de servitude.
Les dix tableaux du « dressage du buffle » sont un thème iconographique bouddhiste commun.